# Eremophila sturtii
Eremophila sturtii là một loài thực vật có hoa trong họ Huyền sâm. Loài này được R.Br. mô tả khoa học đầu tiên năm 1849.